# Puchar Królowej
Puchar Królowej (hiszp. Copa de la Reina, pełna nazwa – Campeonato de España-Copa de Su Majestad la Reina) – cykliczne hiszpańskie rozgrywki pucharowe w piłce nożnej kobiet, organizowane corocznie przez Real Federación Española de Fútbol. 

## Historia
W latach 1983–1988 rozgrywki te nosiły nazwę Campeonato de España de Fútbol Femenino, aż do utworzenia w sezonie 1988/1989 ligi Primera División Femenina de España. Wtedy to puchar otrzymał swój obecny tytuł.
Liczba uczestników pucharu jest zmienna, i określa ją regulamin. W sezonie 2022/2023 do rozgrywek przystąpiło 48 drużyn.